# Kõva Kont
Albums de Metsatöll
Iivakivi
(2008) Äio
(2010)
Kōva Kont (français : Os dur) est un album live du groupe de Folk metal estonien Metsatöll. Il contient des morceaux des trois premiers albums (Terast mis hangund me hinge 10218, Hiiekoda et Iivakivi) mais également Nüüd elage hästi minu sõbrad, un titre de l'album solo de Lauri Varulven Õunapuu : Mahtra sõda.
Le CD contient le concert du 14 juin 2008 au festival Rabarock.

## Liste des titres
| DVD 1 : Nosturi (24 février 2006) | DVD 1 : Nosturi (24 février 2006) | DVD 1 : Nosturi (24 février 2006)                                         | DVD 1 : Nosturi (24 février 2006)                             | DVD 1 : Nosturi (24 février 2006) | DVD 1 : Nosturi (24 février 2006) | DVD 1 : Nosturi (24 février 2006) | DVD 1 : Nosturi (24 février 2006) | DVD 1 : Nosturi (24 février 2006) | DVD 1 : Nosturi (24 février 2006) |
| No                                | Titre                             | Paroles                                                                   | Musique                                                       | Durée                             |                                   |                                   |                                   |                                   |                                   |
| --------------------------------- | --------------------------------- | ------------------------------------------------------------------------- | ------------------------------------------------------------- | --------------------------------- | --------------------------------- | --------------------------------- | --------------------------------- | --------------------------------- | --------------------------------- |
| 1.                                | Sutekskäija                       | Markus Rabapagan Teeäär, Raivo KuriRaivo Piirsalu                         | Markus Rabapagan Teeäär                                       | 4:32                              |                                   |                                   |                                   |                                   |                                   |
| 2.                                | Hundi loomine                     | Markus Rabapagan Teeäär                                                   | Markus Rabapagan Teeäär                                       | 3:09                              |                                   |                                   |                                   |                                   |                                   |
| 3.                                | Rauavanne                         | Raivo KuriRaivo Piirsalu, Markus Rabapagan Teeäär                         | Markus Rabapagan Teeäär, Raivo KuriRaivo Piirsalu             | 5:11                              |                                   |                                   |                                   |                                   |                                   |
| 4.                                | Hundiraev                         | Markus Rabapagan Teeäär                                                   | Markus Rabapagan Teeäär, Andrus Tins                          | 6:17                              |                                   |                                   |                                   |                                   |                                   |
| 5.                                | Saaremaa vägimees                 | Lauri Varulven Õunapuu, chanson populaire                                 | Lauri Varulven Õunapuu                                        | 2:47                              |                                   |                                   |                                   |                                   |                                   |
| 6.                                | Lahinguväljal näeme, raisk!       | Markus Rabapagan Teeäär                                                   | Markus Rabapagan Teeäär, Maire System                         | 5:04                              |                                   |                                   |                                   |                                   |                                   |
| 7.                                | Kotkapojad                        | August Alle                                                               | Markus Rabapagan Teeäär                                       | 4:18                              |                                   |                                   |                                   |                                   |                                   |
| 8.                                | Sajatus                           | Lauri Varulven Õunapuu, Raivo KuriRaivo Piirsalu, Markus Rabapagan Teeäär | Raivo KuriRaivo Piirsalu, Markus Rabapagan Teeäär             | 3:34                              |                                   |                                   |                                   |                                   |                                   |
| 9.                                | Kui meid sõtta sõrmitie           | chanson populaire                                                         | Lauri Varulven Õunapuu                                        | 1:21                              |                                   |                                   |                                   |                                   |                                   |
| 10.                               | Sõjahunt                          | Markus Rabapagan Teeäär                                                   | Markus Rabapagan Teeäär                                       | 3:56                              |                                   |                                   |                                   |                                   |                                   |
| 11.                               | Merepojad                         | Markus Rabapagan Teeäär, Lauri Varulven Õunapuu                           | Lauri Varulven Õunapuu, Markus Rabapagan Teeäär               | 5:10                              |                                   |                                   |                                   |                                   |                                   |
| 12.                               | Hundi sũda sees                   | Markus Rabapagan Teeäär                                                   | Lauri Varulven Õunapuu, Markus Rabapagan Teeäär               | 5:00                              |                                   |                                   |                                   |                                   |                                   |
| 13.                               | Metsaviha 2                       | Markus Rabapagan Teeäär                                                   | Markus Rabapagan Teeäär, Andrus Tins, Silver Factor Rattasepp | 7:01                              |                                   |                                   |                                   |                                   |                                   |
| 57:20                             |                                   |                                                                           |                                                               |                                   |                                   |                                   |                                   |                                   |                                   |

| DVD 2 : Märkamisaeg (19 août 2008) | DVD 2 : Märkamisaeg (19 août 2008) | DVD 2 : Märkamisaeg (19 août 2008) | DVD 2 : Märkamisaeg (19 août 2008) | DVD 2 : Märkamisaeg (19 août 2008) | DVD 2 : Märkamisaeg (19 août 2008) | DVD 2 : Märkamisaeg (19 août 2008) | DVD 2 : Märkamisaeg (19 août 2008) | DVD 2 : Märkamisaeg (19 août 2008) | DVD 2 : Märkamisaeg (19 août 2008) |
| No                                 | Titre                              | Paroles                            | Musique                            | Durée                              |                                    |                                    |                                    |                                    |                                    |
| ---------------------------------- | ---------------------------------- | ---------------------------------- | ---------------------------------- | ---------------------------------- | ---------------------------------- | ---------------------------------- | ---------------------------------- | ---------------------------------- | ---------------------------------- |
| 1.                                 | Hiiekoda                           | Lauri Varulven Õunapuu             | Lauri Varulven Õunapuu             | 8:06                               |                                    |                                    |                                    |                                    |                                    |
| 2.                                 | Pärismaalase lauluke               | Veljo Tormis                       | Veljo Tormis                       | 3:40                               |                                    |                                    |                                    |                                    |                                    |
| 3.                                 | Raua needmine                      | Veljo Tormis                       | Veljo Tormis                       | 5:35                               |                                    |                                    |                                    |                                    |                                    |
| 17:21                              |                                    |                                    |                                    |                                    |                                    |                                    |                                    |                                    |                                    |

| DVD 2 : Von krahli teater (10 février 2001) | DVD 2 : Von krahli teater (10 février 2001) | DVD 2 : Von krahli teater (10 février 2001)     | DVD 2 : Von krahli teater (10 février 2001)                   | DVD 2 : Von krahli teater (10 février 2001) | DVD 2 : Von krahli teater (10 février 2001) | DVD 2 : Von krahli teater (10 février 2001) | DVD 2 : Von krahli teater (10 février 2001) | DVD 2 : Von krahli teater (10 février 2001) | DVD 2 : Von krahli teater (10 février 2001) |
| No                                          | Titre                                       | Paroles                                         | Musique                                                       | Durée                                       |                                             |                                             |                                             |                                             |                                             |
| ------------------------------------------- | ------------------------------------------- | ----------------------------------------------- | ------------------------------------------------------------- | ------------------------------------------- | ------------------------------------------- | ------------------------------------------- | ------------------------------------------- | ------------------------------------------- | ------------------------------------------- |
| 1.                                          | Hundiraev                                   | Markus Rabapagan Teeäär                         | Markus Rabapagan Teeäär, Andrus Tins                          | 4:41                                        |                                             |                                             |                                             |                                             |                                             |
| 2.                                          | Merepojad                                   | Markus Rabapagan Teeäär, Lauri Varulven Õunapuu | Lauri Varulven Õunapuu, Markus Rabapagan Teeäär               | 4:46                                        |                                             |                                             |                                             |                                             |                                             |
| 3.                                          | Raiun kui rauda                             | Markus Rabapagan Teeäär                         | Markus Rabapagan Teeäär, Lauri Varulven Õunapuu, Andrus Tins  | 4:26                                        |                                             |                                             |                                             |                                             |                                             |
| 4.                                          | Metsaviha 1                                 | Markus Rabapagan Teeäär                         | Markus Rabapagan Teeäär, Andrus Tins                          | 3:43                                        |                                             |                                             |                                             |                                             |                                             |
| 5.                                          | Metsaviha 2                                 | Markus Rabapagan Teeäär                         | Markus Rabapagan Teeäär, Andrus Tins, Silver Factor Rattasepp | 4:41                                        |                                             |                                             |                                             |                                             |                                             |
| 6.                                          | Terast mis hangund me hinge                 | Markus Rabapagan Teeäär, F.R.Kreutzwald         | Markus Rabapagan Teeäär, Andrus Tins                          | 5:10                                        |                                             |                                             |                                             |                                             |                                             |
| 27:27                                       |                                             |                                                 |                                                               |                                             |                                             |                                             |                                             |                                             |                                             |

| DVD 2 : Rabarock (14 juin 2008) | DVD 2 : Rabarock (14 juin 2008) | DVD 2 : Rabarock (14 juin 2008)                   | DVD 2 : Rabarock (14 juin 2008)                               | DVD 2 : Rabarock (14 juin 2008) | DVD 2 : Rabarock (14 juin 2008) | DVD 2 : Rabarock (14 juin 2008) | DVD 2 : Rabarock (14 juin 2008) | DVD 2 : Rabarock (14 juin 2008) | DVD 2 : Rabarock (14 juin 2008) |
| No                              | Titre                           | Paroles                                           | Musique                                                       | Durée                           |                                 |                                 |                                 |                                 |                                 |
| ------------------------------- | ------------------------------- | ------------------------------------------------- | ------------------------------------------------------------- | ------------------------------- | ------------------------------- | ------------------------------- | ------------------------------- | ------------------------------- | ------------------------------- |
| 1.                              | Hetk enne lahingut              | Metsatöll                                         | Metsatöll                                                     | 5:39                            |                                 |                                 |                                 |                                 |                                 |
| 2.                              | Merehunt                        | Metsatöll                                         | Metsatöll                                                     | 4:35                            |                                 |                                 |                                 |                                 |                                 |
| 3.                              | Veelind                         | Metsatöll                                         | Metsatöll                                                     | 7:10                            |                                 |                                 |                                 |                                 |                                 |
| 4.                              | Saaremaa vägimees               | Lauri Varulven Õunapuu, chanson populaire         | Lauri Varulven Õunapuu                                        | 2:30                            |                                 |                                 |                                 |                                 |                                 |
| 5.                              | Sõjahunt                        | Markus Rabapagan Teeäär                           | Markus Rabapagan Teeäär                                       | 5:33                            |                                 |                                 |                                 |                                 |                                 |
| 6.                              | Iivakivi                        | Metsatöll                                         | Metsatöll                                                     | 4:44                            |                                 |                                 |                                 |                                 |                                 |
| 7.                              | Mõõk                            | Markus Rabapagan Teeäär                           | Markus Rabapagan Teeäär, Andrus Tins                          | 4:11                            |                                 |                                 |                                 |                                 |                                 |
| 8.                              | Alle-aa                         | Lauri Varulven Õunapuu, Markus Rabapagan Teeäär   | Markus Rabapagan Teeäär, Andrus Tins                          | 4:08                            |                                 |                                 |                                 |                                 |                                 |
| 9.                              | Sutekskäija                     | Markus Rabapagan Teeäär, Raivo KuriRaivo Piirsalu | Markus Rabapagan Teeäär                                       | 5:00                            |                                 |                                 |                                 |                                 |                                 |
| 10.                             | Nüüd elage hästi minu sõbrad    |                                                   |                                                               | 4:16                            |                                 |                                 |                                 |                                 |                                 |
| 11.                             | Isa süda                        | Metsatöll                                         | Metsatöll                                                     | 5:17                            |                                 |                                 |                                 |                                 |                                 |
| 12.                             | Metsaviha 2                     | Markus Rabapagan Teeäär                           | Markus Rabapagan Teeäär, Andrus Tins, Silver Factor Rattasepp | 8:30                            |                                 |                                 |                                 |                                 |                                 |
| 1:01:33                         |                                 |                                                   |                                                               |                                 |                                 |                                 |                                 |                                 |                                 |

| DVD 2 : Hundi loomine | DVD 2 : Hundi loomine | DVD 2 : Hundi loomine   | DVD 2 : Hundi loomine   | DVD 2 : Hundi loomine | DVD 2 : Hundi loomine | DVD 2 : Hundi loomine | DVD 2 : Hundi loomine | DVD 2 : Hundi loomine | DVD 2 : Hundi loomine |
| No                    | Titre                 | Paroles                 | Musique                 | Durée                 |                       |                       |                       |                       |                       |
| --------------------- | --------------------- | ----------------------- | ----------------------- | --------------------- | --------------------- | --------------------- | --------------------- | --------------------- | --------------------- |
| 1.                    | Hundi loomine         | Markus Rabapagan Teeäär | Markus Rabapagan Teeäär | 2:58                  |                       |                       |                       |                       |                       |
| 2:58                  |                       |                         |                         |                       |                       |                       |                       |                       |                       |

| DVD 2 : Proov Markuse keldris (16 août 2000) | DVD 2 : Proov Markuse keldris (16 août 2000) | DVD 2 : Proov Markuse keldris (16 août 2000)    | DVD 2 : Proov Markuse keldris (16 août 2000)                 | DVD 2 : Proov Markuse keldris (16 août 2000) | DVD 2 : Proov Markuse keldris (16 août 2000) | DVD 2 : Proov Markuse keldris (16 août 2000) | DVD 2 : Proov Markuse keldris (16 août 2000) | DVD 2 : Proov Markuse keldris (16 août 2000) | DVD 2 : Proov Markuse keldris (16 août 2000) |
| No                                           | Titre                                        | Paroles                                         | Musique                                                      | Durée                                        |                                              |                                              |                                              |                                              |                                              |
| -------------------------------------------- | -------------------------------------------- | ----------------------------------------------- | ------------------------------------------------------------ | -------------------------------------------- | -------------------------------------------- | -------------------------------------------- | -------------------------------------------- | -------------------------------------------- | -------------------------------------------- |
| 1.                                           | Intro                                        |                                                 |                                                              | 5:27                                         |                                              |                                              |                                              |                                              |                                              |
| 2.                                           | Raiun kui rauda                              | Markus Rabapagan Teeäär                         | Markus Rabapagan Teeäär, Lauri Varulven Õunapuu, Andrus Tins | 4:36                                         |                                              |                                              |                                              |                                              |                                              |
| 3.                                           | Merepojad                                    | Markus Rabapagan Teeäär, Lauri Varulven Õunapuu | Lauri Varulven Õunapuu, Markus Rabapagan Teeäär              | 7:26                                         |                                              |                                              |                                              |                                              |                                              |
| 4.                                           | Alle-aa                                      | Lauri Varulven Õunapuu, Markus Rabapagan Teeäär | Markus Rabapagan Teeäär, Andrus Tins                         | 2:40                                         |                                              |                                              |                                              |                                              |                                              |
| 5.                                           | Hundiraev                                    | Markus Rabapagan Teeäär                         | Markus Rabapagan Teeäär, Andrus Tins                         | 5:22                                         |                                              |                                              |                                              |                                              |                                              |
| 6.                                           | Terasetuli                                   | Markus Rabapagan Teeäär                         | Markus Rabapagan Teeäär                                      | 4:49                                         |                                              |                                              |                                              |                                              |                                              |
| 7.                                           | Metsaviha 1                                  | Markus Rabapagan Teeäär                         | Markus Rabapagan Teeäär, Andrus Tins                         | 3:58                                         |                                              |                                              |                                              |                                              |                                              |
| 8.                                           | Terast mis hangund me hinge                  | Markus Rabapagan Teeäär, F.R.Kreutzwald         | Markus Rabapagan Teeäär, Andrus Tins                         | 5:15                                         |                                              |                                              |                                              |                                              |                                              |
| 9.                                           | Põhjatuulte pojad ja tütred                  | Markus Rabapagan Teeäär                         | Markus Rabapagan Teeäär, Andrus Tins                         | 3:48                                         |                                              |                                              |                                              |                                              |                                              |
| 45:56                                        |                                              |                                                 |                                                              |                                              |                                              |                                              |                                              |                                              |                                              |

| DVD 2 : Green stage festival (8 avril 2000) | DVD 2 : Green stage festival (8 avril 2000) | DVD 2 : Green stage festival (8 avril 2000)     | DVD 2 : Green stage festival (8 avril 2000)                   | DVD 2 : Green stage festival (8 avril 2000) | DVD 2 : Green stage festival (8 avril 2000) | DVD 2 : Green stage festival (8 avril 2000) | DVD 2 : Green stage festival (8 avril 2000) | DVD 2 : Green stage festival (8 avril 2000) | DVD 2 : Green stage festival (8 avril 2000) |
| No                                          | Titre                                       | Paroles                                         | Musique                                                       | Durée                                       |                                             |                                             |                                             |                                             |                                             |
| ------------------------------------------- | ------------------------------------------- | ----------------------------------------------- | ------------------------------------------------------------- | ------------------------------------------- | ------------------------------------------- | ------------------------------------------- | ------------------------------------------- | ------------------------------------------- | ------------------------------------------- |
| 1.                                          | Hundiraev                                   | Markus Rabapagan Teeäär                         | Markus Rabapagan Teeäär, Andrus Tins                          | 5:54                                        |                                             |                                             |                                             |                                             |                                             |
| 2.                                          | Merepojad                                   | Markus Rabapagan Teeäär, Lauri Varulven Õunapuu | Lauri Varulven Õunapuu, Markus Rabapagan Teeäär               | 5:26                                        |                                             |                                             |                                             |                                             |                                             |
| 3.                                          | Metsaviha 2                                 | Markus Rabapagan Teeäär                         | Markus Rabapagan Teeäär, Andrus Tins, Silver Factor Rattasepp | 3:34                                        |                                             |                                             |                                             |                                             |                                             |
| 4.                                          | Põhjatuulte pojad ja tütred                 | Markus Rabapagan Teeäär                         | Markus Rabapagan Teeäär, Andrus Tins                          | 8:19                                        |                                             |                                             |                                             |                                             |                                             |
| 23:13                                       |                                             |                                                 |                                                               |                                             |                                             |                                             |                                             |                                             |                                             |

| DVD 2 : Green christmas (25 décembre 2002) | DVD 2 : Green christmas (25 décembre 2002) | DVD 2 : Green christmas (25 décembre 2002) | DVD 2 : Green christmas (25 décembre 2002)      | DVD 2 : Green christmas (25 décembre 2002) | DVD 2 : Green christmas (25 décembre 2002) | DVD 2 : Green christmas (25 décembre 2002) | DVD 2 : Green christmas (25 décembre 2002) | DVD 2 : Green christmas (25 décembre 2002) | DVD 2 : Green christmas (25 décembre 2002) |
| No                                         | Titre                                      | Paroles                                    | Musique                                         | Durée                                      |                                            |                                            |                                            |                                            |                                            |
| ------------------------------------------ | ------------------------------------------ | ------------------------------------------ | ----------------------------------------------- | ------------------------------------------ | ------------------------------------------ | ------------------------------------------ | ------------------------------------------ | ------------------------------------------ | ------------------------------------------ |
| 1.                                         | Ma laulaks seda luguda                     | chanson populaire                          | Lauri Varulven Õunapuu, Markus Rabapagan Teeäär | 2:59                                       |                                            |                                            |                                            |                                            |                                            |
| 2.                                         | Hundiraev                                  | Markus Rabapagan Teeäär                    | Markus Rabapagan Teeäär, Andrus Tins            | 2:44                                       |                                            |                                            |                                            |                                            |                                            |
| 3.                                         | Põhjatuulte pojad ja tütred                | Markus Rabapagan Teeäär                    | Markus Rabapagan Teeäär, Andrus Tins            | 7:19                                       |                                            |                                            |                                            |                                            |                                            |
| 13:02                                      |                                            |                                            |                                                 |                                            |                                            |                                            |                                            |                                            |                                            |

| DVD 2 : Interviews | DVD 2 : Interviews | DVD 2 : Interviews | DVD 2 : Interviews | DVD 2 : Interviews | DVD 2 : Interviews | DVD 2 : Interviews | DVD 2 : Interviews | DVD 2 : Interviews | DVD 2 : Interviews |
| No                 | Titre              | Paroles            | Musique            | Durée              |                    |                    |                    |                    |                    |
| ------------------ | ------------------ | ------------------ | ------------------ | ------------------ | ------------------ | ------------------ | ------------------ | ------------------ | ------------------ |
| 1.                 | Interviews         |                    |                    | 35:31              |                    |                    |                    |                    |                    |
| 35:31              |                    |                    |                    |                    |                    |                    |                    |                    |                    |

| CD : Rabarock (14 juin 2008) | CD : Rabarock (14 juin 2008) | CD : Rabarock (14 juin 2008)                      | CD : Rabarock (14 juin 2008)                                  | CD : Rabarock (14 juin 2008) | CD : Rabarock (14 juin 2008) | CD : Rabarock (14 juin 2008) | CD : Rabarock (14 juin 2008) | CD : Rabarock (14 juin 2008) | CD : Rabarock (14 juin 2008) |
| No                           | Titre                        | Paroles                                           | Musique                                                       | Durée                        |                              |                              |                              |                              |                              |
| ---------------------------- | ---------------------------- | ------------------------------------------------- | ------------------------------------------------------------- | ---------------------------- | ---------------------------- | ---------------------------- | ---------------------------- | ---------------------------- | ---------------------------- |
| 1.                           | Hetk enne lahingut           | Metsatöll                                         | Metsatöll                                                     | 5:27                         |                              |                              |                              |                              |                              |
| 2.                           | Merehunt                     | Metsatöll                                         | Metsatöll                                                     | 4:36                         |                              |                              |                              |                              |                              |
| 3.                           | Veelind                      | Metsatöll                                         | Metsatöll                                                     | 7:26                         |                              |                              |                              |                              |                              |
| 4.                           | Saaremaa vägimees            | Lauri Varulven Õunapuu, chanson populaire         | Lauri Varulven Õunapuu                                        | 2:40                         |                              |                              |                              |                              |                              |
| 5.                           | Sõjahunt                     | Markus Rabapagan Teeäär                           | Markus Rabapagan Teeäär                                       | 5:22                         |                              |                              |                              |                              |                              |
| 6.                           | Iivakivi                     | Metsatöll                                         | Metsatöll                                                     | 4:49                         |                              |                              |                              |                              |                              |
| 7.                           | Mõõk                         | Markus Rabapagan Teeäär                           | Markus Rabapagan Teeäär, Andrus Tins                          | 3:58                         |                              |                              |                              |                              |                              |
| 8.                           | Alle-aa                      | Lauri Varulven Õunapuu, Markus Rabapagan Teeäär   | Markus Rabapagan Teeäär, Andrus Tins                          | 5:15                         |                              |                              |                              |                              |                              |
| 9.                           | Sutekskäija                  | Markus Rabapagan Teeäär, Raivo KuriRaivo Piirsalu | Markus Rabapagan Teeäär                                       | 3:48                         |                              |                              |                              |                              |                              |
| 10.                          | Nüüd elage hästi minu sõbrad |                                                   |                                                               | 4:17                         |                              |                              |                              |                              |                              |
| 11.                          | Isa süda                     | Metsatöll                                         | Metsatöll                                                     | 5:13                         |                              |                              |                              |                              |                              |
| 12.                          | Metsaviha 2                  | Markus Rabapagan Teeäär                           | Markus Rabapagan Teeäär, Andrus Tins, Silver Factor Rattasepp | 7:08                         |                              |                              |                              |                              |                              |
| 59:58                        |                              |                                                   |                                                               |                              |                              |                              |                              |                              |                              |